# Milwaukee Bucks 2013-2014
La stagione 2013-14 dei Milwaukee Bucks fu la 46ª nella NBA per la franchigia.
I Milwaukee Bucks arrivarono quinti nella Central Division della Eastern Conference con un record di 15-67, non qualificandosi per i play-off.

## Roster
| N° | Naz.                   | Ruolo | Sportivo              | Anno | Alt. | Peso |
| -- | ---------------------- | ----- | --------------------- | ---- | ---- | ---- |
| 00 | Stati Uniti (bandiera) | G     | O.J. Mayo             | 1987 | 193  | 95   |
| 3  | Stati Uniti (bandiera) | A     | Caron Butler          | 1980 | 201  | 98   |
| 5  | Nigeria (bandiera)     | A     | Ekpe Udoh             | 1987 | 208  | 109  |
| 6  | Stati Uniti (bandiera) | G     | Nate Wolters          | 1991 | 193  | 86   |
| 7  | Turchia (bandiera)     | A     | Ersan İlyasova        | 1987 | 206  | 107  |
| 8  | Stati Uniti (bandiera) | A     | Larry Sanders         | 1988 | 211  | 107  |
| 9  | Serbia (bandiera)      | C     | Miroslav Raduljica    | 1988 | 213  | 113  |
| 11 | Stati Uniti (bandiera) | G     | Brandon Knight        | 1991 | 191  | 86   |
| 12 | Stati Uniti (bandiera) | A     | Jeff Adrien           | 1986 | 201  | 110  |
| 12 | Stati Uniti (bandiera) | G     | Gary Neal             | 1984 | 193  | 95   |
| 13 | Stati Uniti (bandiera) | G     | Luke Ridnour          | 1981 | 188  | 79   |
| 13 | Stati Uniti (bandiera) | G     | Ramon Sessions        | 1986 | 191  | 86   |
| 15 | Stati Uniti (bandiera) | G     | D.J. Stephens         | 1990 | 196  | 85   |
| 15 | Stati Uniti (bandiera) | A     | Chris Wright          | 1988 | 203  | 103  |
| 18 | Stati Uniti (bandiera) | A     | Tony Mitchell         | 1989 | 198  | 98   |
| 22 | Stati Uniti (bandiera) | A     | Khris Middleton       | 1991 | 201  | 98   |
| 27 | Georgia (bandiera)     | C     | Zaza Pachulia         | 1984 | 211  | 109  |
| 31 | Stati Uniti (bandiera) | A     | John Henson           | 1990 | 211  | 100  |
| 34 | Grecia (bandiera)      | A     | Giannīs Antetokounmpo | 1994 | 206  | 95   |

## Staff tecnico
- Allenatore: Larry Drew
- Vice-allenatori: Jim Cleamons, Bob Bender, Nick Van Exel, Scott Williams, Josh Oppenheimer
- Preparatore fisico: Robert Hackett
- Preparatore atletico: Scott Barthlama